# Les Possédées du diable
Pour plus de détails, voir Fiche technique et Distribution.
Les Possédées du diable est un film français réalisé par Jesús Franco sous le pseudonyme de Clifford Brown, tourné sous le titre Lorna l'exorciste, et sorti en 1974.

## Synopsis
Il y a dix-huit ans, Patrick Mariel a passé un pacte avec Lorna Green : la richesse en échange de la fille dont il ne tarderait pas à être le père. Aujourd'hui, les années de misère sont passées depuis longtemps. Patrick est devenu un riche industriel. Alors qu'avec sa femme Marianne, il s'apprête à fêter le dix-huitième anniversaire de leur fille, Linda, il reçoit un coup de téléphone de Lorna. Elle exige qu'il fasse ce à quoi il s'était engagé, et lui donne rendez-vous à La Grande-Motte. Là, Lorna prend possession, sexuellement, du corps de la jeune fille et, diaboliquement, de son âme.

## Fiche technique
- Titre : Les Possédées du diable (pour son visa français)[2]
- Titre de tournage : Lorna... l'exorciste[2]
- Titre international : Lorna... The Exorcist (affiché à l'écran de la version restaurée)[2]
- Réalisation : Jesús Franco
- Scénario : Nicole Franco (en fait, Jesús Franco)[1],[3]
- Costumes : Paco Rabanne (pour les robes portées par Pamela Stanford)
- Musique : André Bénichou, Robert de Nesle
- Production : Robert de Nesle
- Société de distribution : Le Chat qui fume (version restaurée)

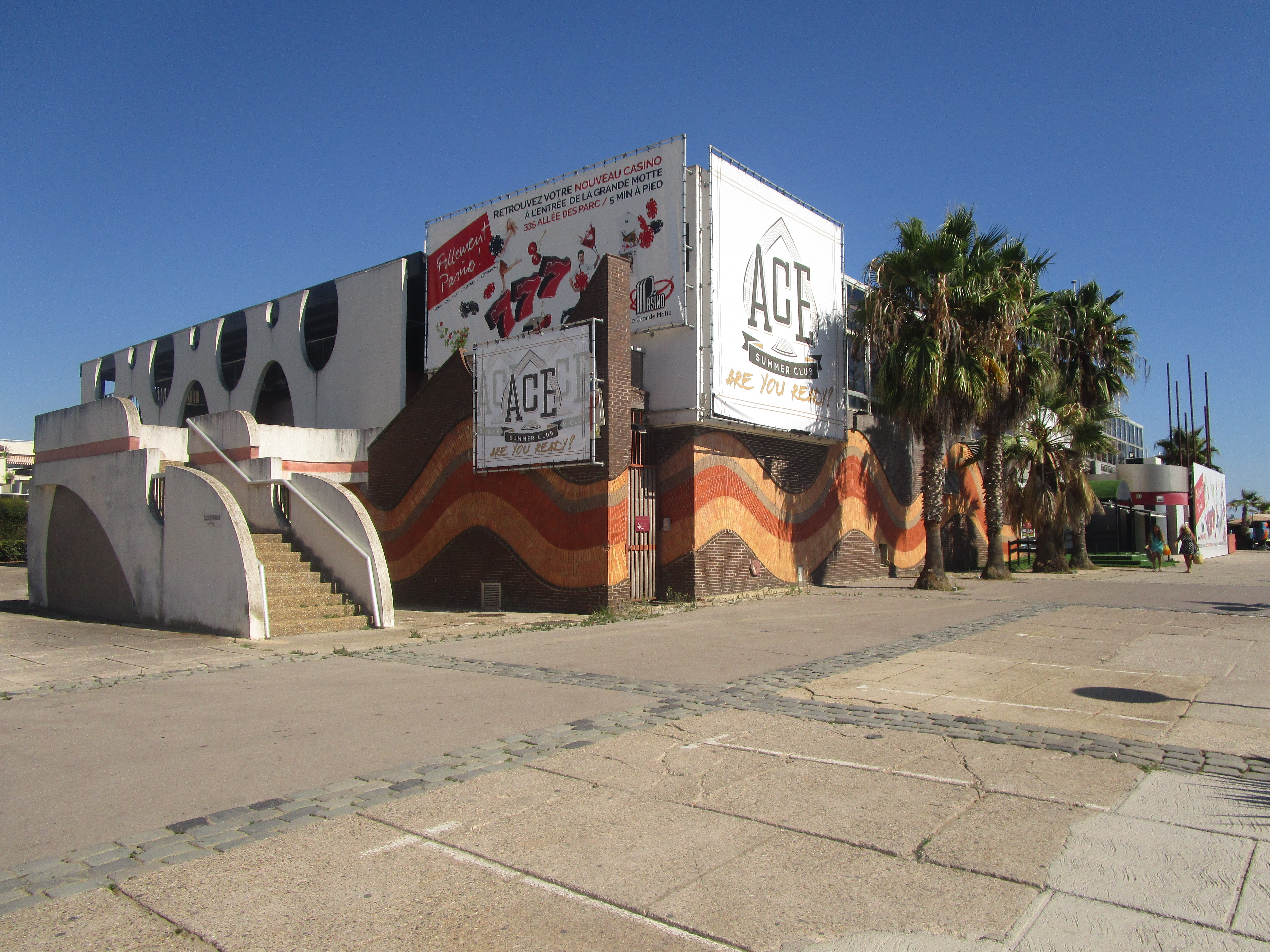
L'ancien casino de La Grande Motte (photographie prise en 2016 par Anthony Levrot, Wikimedia Commons, Licence CC BY-SA 4.0). En 1974, le casino était en activité. Dans Les Possédées du diable, Franco en a filmé la façade (sur laquelle il n'y avait pas de panneaux publicitaires), ainsi que l'intérieur.

- Pays de production :  France
- Format : couleur — 35 mm — 1,66:1
- Genre : fantastique, érotique
- Durée : 81 minutes (à sa sortie), 95 minutes (version restaurée)[2]
- Date de sortie :
  - France : 18 décembre 1974[4]

## Distribution
- Pamela Stanford : Lorna Green
- Guy Delorme : Patrick Mariel
- Lina Romay : Linda Mariel
- Jacqueline Laurent : Marianne Mariel
- Richard Bigotini : Marius, le réceptionniste de l'hôtel
- Howard Vernon : Maurizius
- Jesús Franco (non crédité) : le docteur
- Raymond Hardy (non crédité) : l'assistant du docteur
- Catherine Lafferière (non créditée): la folle

## Production
Le tournage a eu lieu à La Grande-Motte (Hérault), probablement en avril 1974.
Les dialogues ont été modifiés entre le tournage et leur enregistrement, sans la moindre synchronisation labiale.

## Accueil critique
Dans La Revue du cinéma/Image et son, Jean-Marie Sabatier rejette Les Possédées du diable avec virulence : « Franco a perdu tout talent et, pire, a abdiqué toute ambition et toute dignité. De par sa vulgarité et sa stupidité intrinsèque, ce film est une véritable insulte au spectateur ». Dans Fiction, Alain Garsault est beaucoup plus nuancé. S'il regrette « les inconséquences de la mise en scène », ses « incohérences », il loue l'érotisme onirique du film, particulièrement sensible selon lui dans la première séquence, et reconnaît à Franco une certaine originalité dans l'approche du tabou de l'inceste. « Franco, écrit-il, aborde le tabou de l'inceste autrement qu'un Vadim : Lorna, pour transmettre son pouvoir, initie doublement sa "fille" ; au geste maternel de l'allaitement, la situation redonne un fondement érotique ». Garsault profite également de cette recension pour mettre en évidence dans l'œuvre du cinéaste des constantes formelles (« comme ses budgets ne lui permettent ni décors artificiels ni costumes, Franco tente d'intégrer les personnages fantastiques dans le monde moderne [...] [et] augmente leur séduction extérieure par l'accumulation de scènes déshabillées ») ou thématiques (l'extension du pouvoir des monstres par la télépathie ; les rêves prémonitoires). « Qui dira que Jesús Franco n'est pas un auteur ? Il répond aux critères tacites de la définition : il traite les mêmes thèmes, répète les mêmes formes, œuvre dans les mêmes genres, collabore avec les mêmes acteurs, et tourne parfois dans les mêmes décors. » Dans Positif, Alain Garsault, si c'est bien lui qui a écrit la critique signée du pseudonyme de Pisanus Fraxi, formule les idées principales du texte publié dans Fiction mais de manière plus condensée et sur un ton nettement plus sévère. Il déplore « un embrouillamini dénué de la moindre qualité stylistique et de la plus mince vraisemblance » mais sauve la première séquence qui est selon lui « d'un pouvoir évocateur rare dans ce genre de films ».
Alain Petit regrette que le film, « l'une des œuvres les plus ésotériques de son auteur », paraisse, revu quarante ans après sa sortie, « démodé », « daté par ses décors, ses costumes et sa musique au caractère répétitif et obsessionnel ». Il persiste néanmoins à en trouver le sujet « attachant » et l'histoire « passionnante ». En revanche, Stephen Thrower considère qu'il s'agit d'un des films « les plus sombres », « les plus hantés et mémorables » du cinéaste : « Voici un film sans scène de violence majeure, sans effets spéciaux, tourné avec un très petit budget dans des chambres d'hôtel, un casino et un bar, et qui est pourtant puissamment chargé d'étrangeté. » Selon Thrower, Franco parvient à imprégner la station balnéaire de La Grande Motte « d'une ambiance S-F quasi-ballardienne », comme si « une maladie exotique extra-terrestre » s'y était propagée. Le critique revient également sur la séquence d'ouverture du film, dont le « pouvoir évocateur » avait frappé Alain Garsault - « neuf minutes » au son de la musique « psychédélique » d'André Bénichou, pendant lesquelles Linda et Lorna s'embrassent et se caressent alors que le spectateur ignore encore tout de ces personnages. « Un film plus conventionnel » aurait d'abord présenté le personnage de Linda pour laisser croire ensuite au spectateur que l'autre femme, Lorna, n'est qu'un fantasme, une création imaginaire de Linda. Mais « quelque chose émane de cette autre femme, une sensation de puissance, et nous sentons bien qu'elle est plus qu'un simple souvenir ou qu'un fantasme. Il est courant dans les fictions surnaturelles qu'une présence maléfique pénètre dans les rêves d'un personnage ; ici, l'ennemi surnaturel pénètre l'esprit de Linda pendant qu'elle rêvasse ou se livre à un fantasme sexuel ». « L'idée qu'un personnage fantasmé puisse avoir une vie, surnaturelle et autonome, est la principale innovation du film », conclut Thrower. Et cette innovation vient à la fois du « jeu troublant » des actrices (Pamela Stanford et Lina Romay) et du rythme lent de la mise en scène. « Si le spectateur accepte de se laisser aller », ajoute encore Thrower, et de suivre cette espèce de « ralenti en temps réel », « le film le mènera vers l'ailleurs » comme « un rêve éveillé » qui glisse insensiblement dans le « cauchemar ».

## Autour du film
Le film a été projeté au festival Hallucinations collectives 2024 dans le cadre de la carte blanche à Robert Morgan.